# Williamson-Balfour Company
La société Williamson-Balfour Company (ou Williamson, Balfour and Company) est une société chilienne fondée à Valparaíso. Elle est une filiale de la compagnie maritime de Liverpool Balfour Williamson (en) fondée par les Écossais Alexander Balfour (en) et Stephen Williamson (en). 
Lorsque le gouvernement chilien annexe l'Île de Pâques en 1888, elle est louée à Enrique Merlet, qui vend son contrôle à la société Williamson-Balfour. L'entreprise construit un mur d'enceinte autour de Hanga Roa et des structures d'élevage de moutons. Elle maintient le contrôle de l'île jusqu'en 1952. Pendant près d'un siècle, l'île de Pâques existe en tant que société commerciale plutôt que sous le contrôle d'un gouvernement civil
Sur le continent chilien, l'entreprise exploite un certain nombre de minoteries et s'occupe de l'importation de machines et d'autres activités. La société qui lui succède, Williamson Balfour Motors SA, est une filiale de la société britannique Inchcape qui est importatrice et distributrice de BMW et Rolls-Royce Motor Cars au Chili.

## Histoire
La société a été fondée à Valparaiso en 1863 en tant que filiale de la compagnie maritime de Liverpool Balfour Williamson (en) (fondée par les Écossais Alexander Balfour (en) et Stephen Williamson (en)). L'entreprise est impliquée dans l'exportation de nitrates et de laine vers l'Angleterre, puis vers la côte ouest des États-Unis. L'entreprise se diversifie dans les chemins de fer, le pétrole, les minéraux et d'autres activités.

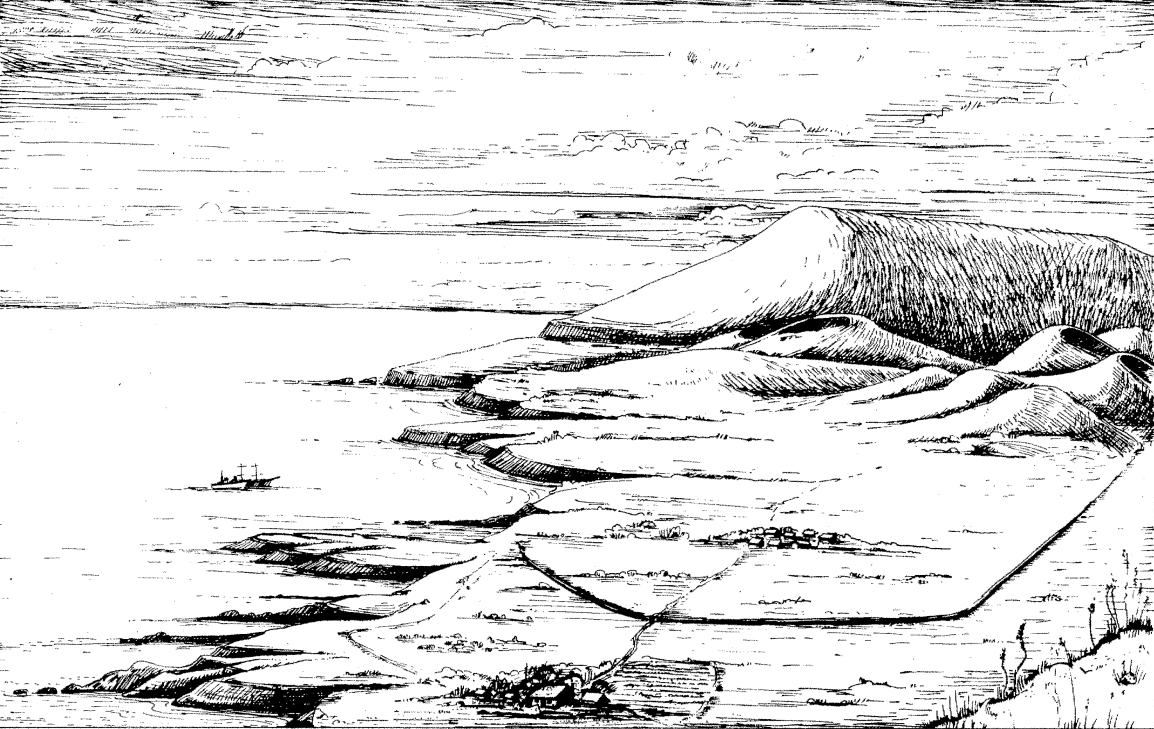
Mataveri (en bas) et Hanga Roa (en haut) entouré d'un mur d'enceinte. Dessin par Katherine Routledge en 1914.

Lorsque le gouvernement chilien annexe l'Île de Pâques en 1888, elle est louée à Enrique Merlet, qui vend son contrôle à la société Williamson-Balfour. Ils y créent une filiale appelée Compañía Explotadora de la Isla de Pascua (CEDIP), qui exploite l'île de Pâques comme une ferme de moutons. L'entreprise construit un mur d'enceinte autour de Hanga Roa et des structures d'élevage de moutons. Pendant le règne de l'entreprise et pendant plusieurs années après, les Rapa Nui sont confinés à Hanga Roa, qu'ils ne peuvent quitter sans autorisation,.
En 1953, le gouvernement chilien refuse de renouveler son bail et transfère l'île à la marine chilienne et les opérations d'élevage de moutons cessent. En 1966, les Rapa Nui de l’Île de Pâques obtiennent la pleine citoyenneté chilienne.
Sur le continent chilien, l'entreprise exploite un certain nombre de minoteries et s'occupe de l'importation de machines et d'autres activités. En 1965, l'entreprise vend ses activités de meunerie et est elle-même rachetée par la Banque de Londres et d'Amérique du Sud (BOLSA). En 1972, BOLSA est rachetée par Lloyds Bank, qui vend en 1981 les sociétés Williamson-Balfour à Inchcape plc. À la fin des années 1990, Inchcape décide de se concentrer sur la distribution de moteurs et les activités non automobiles, dont Williamson Balfour Agrocomercial Ltda, ont été vendues à Sigdo Koppers en 2000. Williamson Balfour Motors SA appartient toujours à Inchcape et est désormais l'importateur et le distributeur de BMW  et Rolls-Royce Motor Cars au Chili.

## Stratégie économique
Fondée à Liverpool en 1851 en tant qu'agents de transit, elle établit en 1878 la Pacific Loan & Investment Co. pour étendre ses activités sur la côte ouest des États-Unis, au Chili et au Pérou. Ses investissements initiaux sont principalement liés au commerce des céréales, mais elle investit dans des fermes fruitières, une mine de charbon et des gisements de minerai de fer. L'entreprise encourage les relations commerciales à déposer de l'argent à Londres, puis accorde des crédits aux sociétés de nitrate chiliennes. En 1913, le capital responsable des partenaires s'élevait à 2 millions de livres sterling, mais des estimations indiquent qu'ils contrôlaient des investissements d'au moins 4,475 millions de livres sterling. L'entreprise Williamson Balfour a joué un rôle important en Amérique du Sud, émettant des actions pour les sociétés locales et siégeant à leurs conseils d'administration.

## Conséquences sur l'Île de Pâques

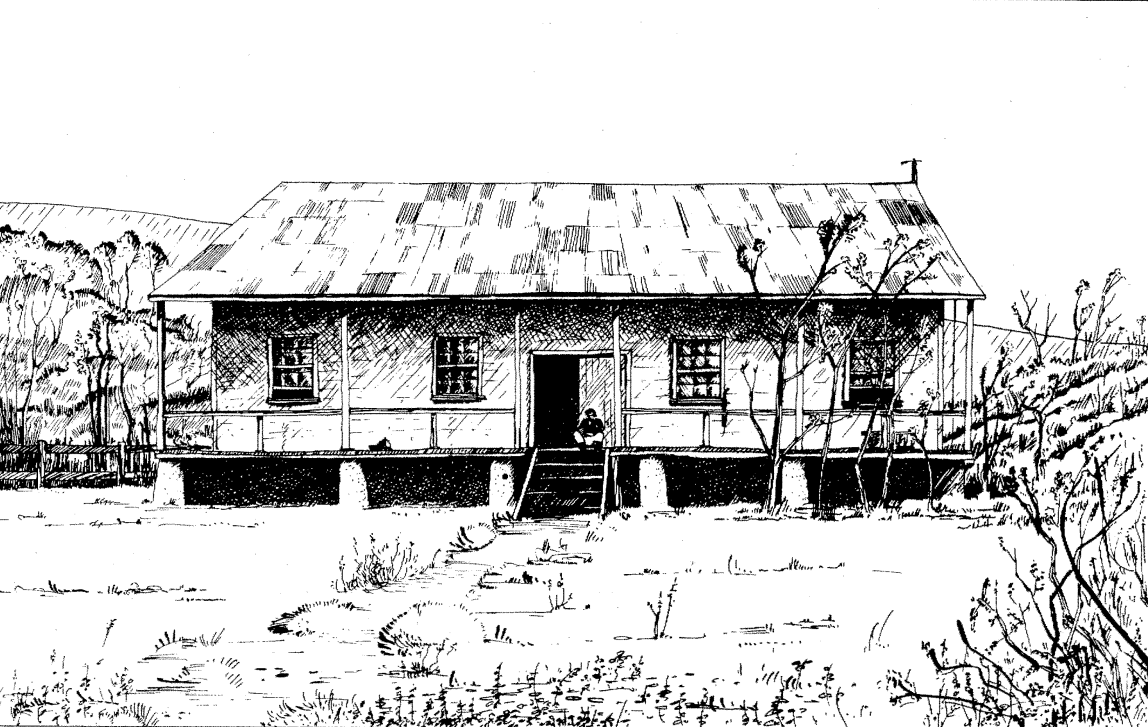
Ranch de Mataveri en 1914. Dessin par Katherine Routledge.

La société commerciale basée à Valparaiso, crée une filiale spécifiquement dédiée au travail sur l'île de Pâques. La Compagnie d'exploitation de l'île de Pâques (CEDIP, ou Compagnie d'exploitation de l'île de Pâques), est fondée en 1903 dans le but de poursuivre l'exploitation de la laine de l'île de Pâques. Elle maintient le contrôle de l'île jusqu'en 1952. Pendant près d'un siècle, l'île de Pâques existe en tant que société commerciale plutôt que sous le contrôle d'un gouvernement civil.
Les entrepreneurs transforment l'île après 1868 en exploitant des élevages de moutons. Ils façonnent l'île de Pâques d'une économie de subsistance polynésienne traditionnelle à un ranch commercial de production de laine, reproduisant en partie le modèle des domaines écossais du XIXe siècle.
Les éleveurs de moutons, désireux de permettre à leurs troupeaux de circuler librement sur l'île, ont rassemblé la population autochtone et les ont forcés à vivre dans la région appartenant au gouvernement à Hangaroa, près de la maison du gestionnaire de la CEDIP à Mataveri. Cette relocalisation s'est probablement produite dans les années 1880, lorsque Brander et son parent, Salmon, vivaient sur l'île de Pâques. La maison de ranch de la société à Mataveri est un choix stratégique, associant le lieu à des traditions locales tout en affirmant le contrôle de l'entreprise sur l'île. Ainsi, l'île de Pâques est devenue un domaine personnel pour la société, avec ses vastes pâturages, sa grande maison à Mataveri et le village de Hangaroa.
Dans sa transformation économique, l'île de Pâques a été façonnée pour ressembler aux paysages des Hébrides. Les Branders et leurs associés introduisent environ 14 000 moutons, 720 bovins et 150 chevaux d'ici 1887. Le nombre de moutons monte à 24 000 d'ici 1920, et grâce aux améliorations déterminées de la CEDIP dans les années 1920, ce chiffre est passé à 41 412 d'ici 1943. 
Peu d'autochtones sont employés en permanence par la CEDIP. En 1920, seuls trois travailleurs autochtones sont employés par la société. Cependant, avec l'augmentation du troupeau ovin, plusieurs bergers et agents de sécurité autochtones ont été embauchés. Un cycle économique annuel typique s'est développé, où les indigènes, principalement pêcheurs et agriculteurs, sont temporairement employés lors de diverses activités telles que la castration des taureaux, la tonte des moutons et la préparation de la laine brute pour l'exportation. Ce modèle de travail intermittent convenait bien au rythme de vie des autochtones, avec des périodes d'activité intense suivies de longues périodes de repos. Pendant les périodes de travail intense, la viande d'agneau est devenue un complément important au régime alimentaire des autochtones, principalement composé de poisson et de produits végétaux.
Les activités d'élevage ovin sur l'île de Pâques ont cependant peu d'impacts sur le paysage. Les besoins infrastructuraux de base sont satisfaits par la création d'un quai à Hanga Piko, de routes rudimentaires, de puits et de quelques cabanes pour les bergers autochtones. Comme la végétation dominante est déjà une association herbeuse capable de soutenir plus du double de la densité de moutons possible en Patagonie, les entreprises n'ont pas jugé nécessaire d'introduire de nouvelles espèces d'herbes qui changeraient radicalement cette association existante. Cependant, elles ont fait des efforts considérables pour éliminer les herbes les plus grossières en pratiquant des brûlis sélectifs, comme en Écosse, en Patagonie et ailleurs.